# Acacia jacksonioides
Acacia jacksonioides är en ärtväxtart som beskrevs av Bruce R. Maslin. Acacia jacksonioides ingår i släktet akacior, och familjen ärtväxter. IUCN kategoriserar arten globalt som nära hotad. Inga underarter finns listade i Catalogue of Life.